# Protectorat de Nigèria del Sud

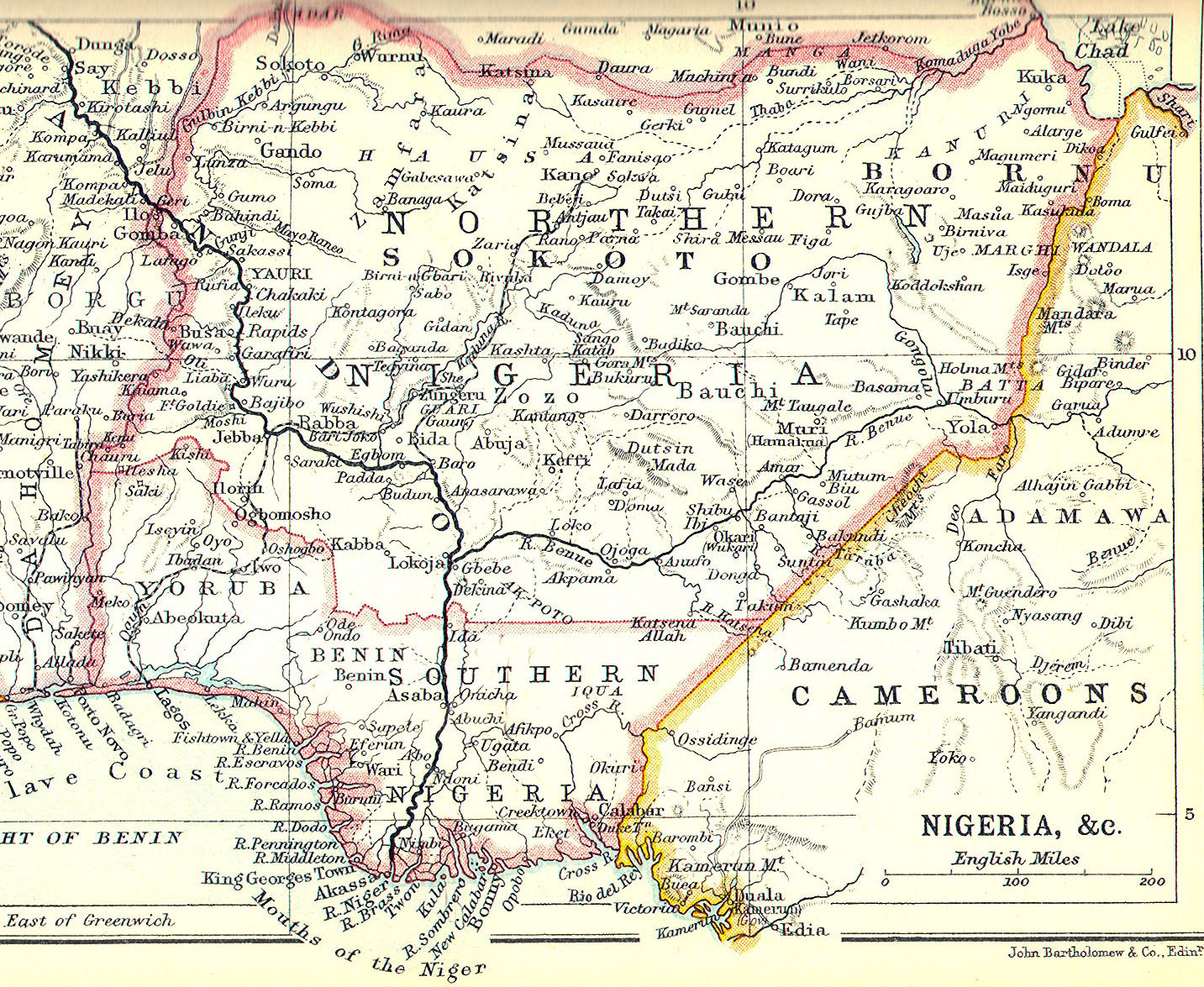
Nigèria del sud i del nord aproximadament el 1914 en un mapa de John Bartholomew & Co. d'Edimburg.

Nigèria del Sud fou un protectorat britànic en les àrees costaneres orientals de la moderna Nigèria, que es va formar el 1900 de la unió del Protectorat de la Costa del Níger amb territoris controlats per la Companyia Reial del Níger al sud de Lokoja en la confluència del Níger i el Benue, que foren cedits per la companyia al govern britànic.
La colònia de Lagos hi va ser afegida el 1906 junt amb el protectorat de Lagos; llavors el territori fou oficialment rebatejat com a Colònia i Protectorat de Nigèria del Sud. El 1914, Nigèria del Sud va ser unida amb el Protectorat de Nigèria del Nord per formar la Colònia i Protectorat de Nigèria. La unificació va ser feta per les raons econòmiques més que polítiques (el Protectorat de Nigèria del Nord tenia un dèficit de pressupost i l'administració colonial volia utilitzar els superàvits de pressupost de Nigèria del Sud per eixugar aquest dèficit.
Sir Frederick Lugard, que va ser nomenat governador dels dos protectorats el 1912, fou responsable de supervisar la unificació, i va esdevenir el primer governador del territori unit. Lugard va establir diverses institucions centrals per ancorar l'evolucionant estructura unificada. Un Secretariat Central fou instituït a Lagos, la qual era la seu de govern, i el Consell Nigerià (més tard el Consell Legislatiu), va ser fundat per proporcionar un fòrum pels representants de les províncies. Certs serveis van ser integrats a través de les Províncies del Nord i del Sud a causa de la seva importància nacional —militars, tresoreria, auditoria, correus i telègrafs, ferrocarrils, cadastre, serveis mèdics, departaments judicials i legals— i posats sota el control del Secretariat Central a Lagos.
El procés d'unificació va ser soscavat per la persistència de perspectives de governança regionals diferents entre les Províncies del Nord i del Sud, i per nacionalistes nigerians a Lagos. Mentre els administradors colonials del Sud eren favorables a l'amalgamació com una oportunitat per l'expansió imperial, els seus colgues a la Província del Nord van creure que era perjudicial als interessos de les àrees que administraven a causa del seu relatiu retard i que era el seu deure de resistir l'avenç de cultura i influències del sud cap al nord. Els meridionals, per la seva part, no van estar contents amb l'extensió de legislació al principi pensada pel nord, cap al sud.

## Administració
Des de la seva fundació Nigèria del Sud va ser administrada per un alt comissari. El primer alt comissari fou Ralph Moor. Quan Lagos fou amalgamada amb la resta de Nigèria del Sud el 1906, el llavors alt comissari, Walter Egerton, va ser fet governador del territori.
Quan el 1900 el protectorat va passar del Foreign Office a l'Oficina Colonial, Ralph Moor esdevingué alt comissari de Nigèria del Sud i va posar els fonaments de la nova administració; quan la seva salut va fallar es va retirar amb una pensió l'1 d'octubre de 1903.
Walter Egerton va esdevenir el 1903 governador de la Colònia de Lagos, que administrava també el protectorat de Lagos que cobria la majoria de les terres ioruba del sud-oest del que és ara Nigèria. L'oficina colonial va voler amalgamar la Colònia de Lagos amb el protectorat de Nigèria del Sud, i l'agost de 1904 també va nomenar a Egerton alt comissari pel Protectorat de Nigèria del Sud. Va exercir els dos càrrecs fins al 28 de febrer de 1906. En aquella data els dos territoris foren formalment units i Egerton va ser nomenat Governador de la nova Colònia i Protectorat de Nigèria del Sud, exercint el càrrec fins al 1912.
En la nova Nigèria del Sud, l'antiga colònia de Lagos esdevenia la Província Occidental, i l'anterior Protectorat de Nigerià del Sud va ser partit en una Província Central amb capital a Warri i una Província Oriental amb capital a Calabar.
Quan el seu predecessor a Nigèria del Sud, Sir Ralph Denham Rayment Moor, va dimitir, una part gran del sud-est de Nigèria era encara fora de control efectiu britànic. Al agafar el càrrec, Egerton va començar una política d'enviar patrulles de pacificació anuals, les quals generalment obtenien la submissió a través de l'amenaça de la força sense necessitar, de fet, usar aquesta força.
Quan Egerton esdevingué governador de Lagos va aprovar entusiàsticament l'extensió del ferrocarril Lagos – Ibadan cap a Oshogbo, i el projecte va ser aprovat el novembre de 1904. La construcció va començar el gener de 1905 i la línia va assolir Oshogbo l'abril de 1907. Va afavorir el transport per ferrocarril per damunt del transport pel riu, i va pressionar per estendre el ferrocarril més enllà, cap a Kano via Zaria. També va patrocinar la construcció de carreteres, treballant en la fundació legislativa establerta pel seu predecessor Moor que va habilitar ús de mà d'obra local sense sou. Egerton compartia el punt de vista de Moor en el dany que es feia al comerç del riu Cross per la combinació d'indígenes del centre i els comerciants basats a Calabar. Els comerciants establerts, al principi van aconseguir de l'Oficina Colonial l'establiment de normes que limitaven la competència de comerciants disposats a instal·lar bases més llunyanes a l'interior, però amb alguna dificultat Egerton va persuadir els oficials per revertir aquestes normes.
Egerton fou un fort defensor del desenvolupament colonial. Va creure en un dèficit que financés en certs períodes el creixement de la colònia, cosa que es va reflectir en els seus pressupostos de 1906 a 1912. Va tenir una lluita constant per obtenir l'aprovació per aquests pressupostos de l'oficina colonial. Ja el 1908, Egerton va donar suport la idea d'un Departament Agrícola, correctament organitzat amb un cap enèrgic i experimentat, i el Departament d'Agricultura es va crear finalment el 1910.
Egerton va aprovar el desenvolupament de plantacions de goma, un concepte familiar per ell del seu temps a la península Malaia, i va arranjar terres per ser arrendades per aquest propòsit. Això va suposar la fundació d'una indústria altament reeixida. També va pensar que hi podria haver un gran potencial en els estrets camps propers a la ciutat de Bauchi, i per aquests va proposar una branca ferroviària als camps que va pensar que estaria justificada.
Egerton va entrar en conflicte amb l'administració de Nigèria del Nord en un nombre d'assumptes. Hi havia un debat sobre si Ilorin hauria de ser incorporat a Nigèria del sud, ja que els seus habitants eren iorubes, o quedar-se a Nigèria del Nord, ja que el seu governant era musulmà i per algun temps Ilorin havia estat subjecte al Califat de Sokoto. Hi hi havia discussió sobre l'administració de les taxes dels béns que arribaven a la costa i eren portats a Nigèria del Nord. I hi havia disputa sobre si les línies de ferrocarril del Nord haurien d'acabar a Lagos o haurien d'agafar rutes alternatives al riu Níger i la costa. Egerton per la seva banda tenia raó quan objectava la proposta d'una línia que acabava a Baro al Níger, ja que la navegació d'allí cap al sud i la costa estava restringida a l'estació de pluges, i fins i tot llavors era incerta.
L'administració d'Egerton va imposar polítiques que van tendir cap a segregació d'europeus i africans.Aquestes van incloure excloure als africans del Servei Mèdic Africà de l'Oest dient que cap europeu hauria de rebre ordres d'un africà, cosa que va tenir l'efecte de fer apartar del servei a l'exèrcit als doctors africans. Egerton no sempre va aprovar aquestes polítiques, i no van ser estrictament imposades. La relació legal entre el govern de Lagos i els estats iorubes del protectorat de Lagos administrats per la Colònia de Lagos no eren clars, i no va ser fins al 1908 que Egerton va persuadir als Obes (reis) d'acceptar l'establiment del Tribunal Suprem en les principals ciutats. El 1912, Egerton va ser reemplaçat per Frederick Lugard, qui va ser nomenat Governador-General d'ambdues Nigèria del Sud i del Nord amb el mandat d'unir-les. Egerton va ser nomenat governador britànic de Guiana, clarament una degradació, cosa que podria haver estat connectada a les seves lluites amb els oficials de l'Oficina Colonial.
Lugard va retornar a Nigèria com a Governador dels dos protectorats. La missió principal seva era completar l'amalgamació en una sola colònia. Tot i que polèmic a Lagos, on va tenir l'oposició d'una gran part de la classe política i els mitjans de comunicació, l'amalgamació no va despertar passió en la resta del país. De 1914 a 1919, Lugard va ser designat Governador General de la Colònia ara combinada de Nigèria. En tot el seu període, Lugard va buscar sense descans assegurar la millora de les condicions de les persones natives, entre altres mitjà per l'exclusió, quan era possible, de licors alcohòlics, i supressió del trafic d'esclaus i de l'esclavatge en general.
Lugard va governar el país passant la meitat de cada any a Anglaterra, distant de les realitats d'Àfrica, on els seus subordinats van haver de demorar decisions sobre molts assumptes fins que el seu retorn, i va basar el seu govern en un sistema militar.
| Nom                  | Període   | Càrrec | Retrat |
| -------------------- | --------- | --- | ------ |
| Sir Ralph Moor       | 1900–1903 | Alt Comissari del Protectorat de Nigèria del Sud                                                                              |        |
| Sir Walter Egerton   | 1903–1912 | Alt Comissari del Protectorat de Nigèria del Sud1903–1906; Governador de la Colònia i Protectorat de Nigèria del Sud1906–1912 |        |
| Sir Frederick Lugard | 1912–1914 | Governador de la Colònia i Protectorat de Nigèria del Sud                                                                     |        |

## Política econòmica colonial
La política econòmica britànica per Àfrica en aquell temps estava fundada en la creença que els pobles africans havien de ser portats a abraçar la civilització europea amb la seva èmfasi sobre la llei i ordre, amb els seus recursos econòmics més eficaçment i exhaustivament explotats en benefici de tots. Sigui de manera optimista o simplista es va creure que el problema del desenvolupament econòmic africà era en gran part el problema de llei i ordre; una vegada que el comerç d'esclaus va ser suprimit es va creure que el caos i l'anarquia podia ser eliminada de la vida a Àfrica i el futur africà seria conduït a la col·lecció del producte nacional del bosc tropical per la satisfacció de necessitats europees. La idea se sostenia per la creença que els africans per ells mateixos eren incapaços de mantenir la llei i ordre al nivell necessari per realitzar la desitjada revolució econòmica, i que el govern europeu era l' únic que el podria fer.
No va ser prou per al poder colonial d'imposar i mantenir la llei i ordre. Fou també necessari de promoure i desenvolupar el moviment comercial lliure i el creixement comercial natural. També era una suposició generalment acceptada que els esforços econòmics i els productes d'una colònia havien de ser un suplement, més que competir amb o soscavar, els esforços econòmics i productes del país metropolità. Això era una supervivència del sistema mercantilista que s'havia establert al darrer quart del segle xviii.